# Salgueiro (Fundão)
Salgueiro é uma localidade portuguesa do Município do Fundão que foi sede da extinta Freguesia de Salgueiro, freguesia que tinha 56,8 km² de área e 690 habitantes (2011), e, por isso, uma densidade populacional de 12,1 hab/km².
A Freguesia de Salgueiro foi extinta em 2013, no âmbito de uma reforma administrativa nacional, tendo sido agregada com a vizinha Freguesia de Escarigo para formar uma nova freguesia denominada Três Povos, nome pelo qual é conhecido o conjunto dos lugares de Salgueiro, Quintãs e Escarigo.
A povoação encontra-se situada em plena Cova da Beira, na margem direita da Ribeira de Meimoa e junto a terras férteis e irrigadas pelo sistema de rega da Cova da Beira.
Tem vindo a aumentar a importância económica de Salgueiro no contexto do Município; por essa razão, desenvolveu-se um forte movimento no sentido de obter a sua elevação a vila.[carece de fontes?]

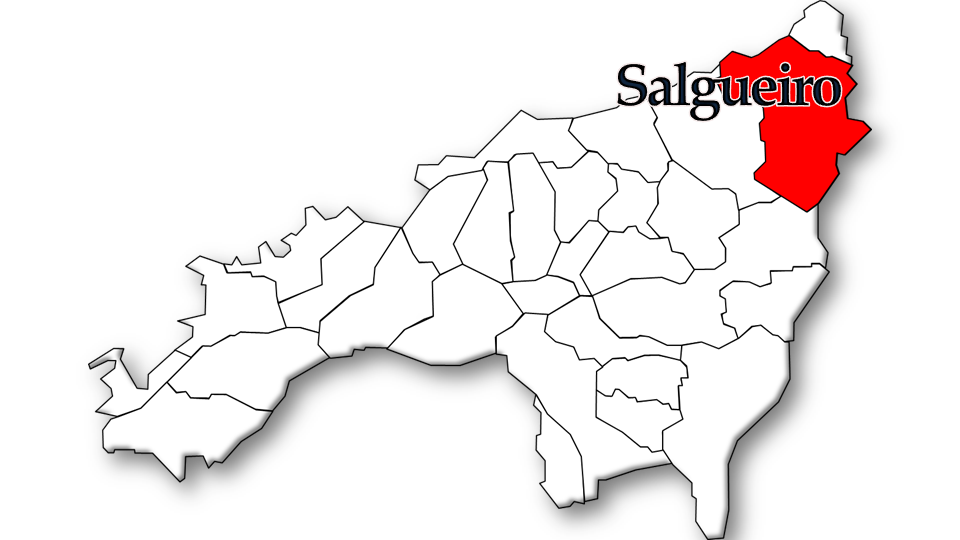
Localização no Município do Fundão

## População
| População da freguesia de Salgueiro | População da freguesia de Salgueiro | População da freguesia de Salgueiro | População da freguesia de Salgueiro | População da freguesia de Salgueiro | População da freguesia de Salgueiro | População da freguesia de Salgueiro | População da freguesia de Salgueiro | População da freguesia de Salgueiro | População da freguesia de Salgueiro | População da freguesia de Salgueiro | População da freguesia de Salgueiro | População da freguesia de Salgueiro | População da freguesia de Salgueiro | População da freguesia de Salgueiro |
| ----------------------------------- | ----------------------------------- | ----------------------------------- | ----------------------------------- | ----------------------------------- | ----------------------------------- | ----------------------------------- | ----------------------------------- | ----------------------------------- | ----------------------------------- | ----------------------------------- | ----------------------------------- | ----------------------------------- | ----------------------------------- | ----------------------------------- |
| 1864                                | 1878                                | 1890                                | 1900                                | 1911                                | 1920                                | 1930                                | 1940                                | 1950                                | 1960                                | 1970                                | 1981                                | 1991                                | 2001                                | 2011                                |
| 879                                 | 992                                 | 1 151                               | 1 224                               | 1 302                               | 1 197                               | 1 448                               | 1 516                               | 1 850                               | 1 733                               | 1 209                               | 1 077                               | 718                                 | 807                                 | 690                                 |

## Património
- Igrejas de S. Bartolomeu (matriz) e de Quintãs;
- Solar de D. Nuno Frazão;
- Casa do Conde;
- Chafariz Velho;
- Fonte de mergulho;
- Cruzeiro;
- Vestígios arqueológicos.

## Outros pontos de interesse
- Trecho da ribeira de Meimoa;
- Núcleo Museológico da Pastorícia – Salgueiro